# Casey Chaos
Karim George Chmielinski (Trenton, Nueva York, 9 de octubre de 1965-Los Ángeles, California, 20 de diciembre de 2024), conocido como Casey Chaos, fue un cantante y músico estadounidense.

## Scars on Broadway
En 2003, Daron Malakian (guitarra), Shavo Odadjian (bajo) Casey Chaos (vocales), Zach Hill (batería) y Greg Kelso (guitarra rítmica) grabaron un demo titulado Ghetto Blaster Rehearsals, acreditado con el nombre Scars on Broadway. Sin embargo, en 2007 una carta oficial en la página web del grupo señaló que estas pistas no están relacionadas en modo alguno con Scars on Broadway y que la música es de un proyecto que se había disuelto hacía 4 años. 

### B.Y.O.B.
«B.Y.O.B.» fue escrita como B.Y.O.B. & The Prettiest Thing (Intro) por Daron Malakian bajo su propia banda, Scars on Broadway en 2003. La versión demo todavía se puede escuchar en Ghetto Blaster Rehearsals en donde se escucha a Casey Chaos como vocalista. En 2006, Casey Chaos recibió un certificado del Premio Grammy por la canción. Casey Chaos afirmó haber ayudado a escribir la canción en 2002 y que Malakian le había acreditado con un 2% de regalías. Casey Chaos vendió posteriormente una participación del 50% de la canción a Maxwood Music Ltd. En 2010, un tribunal de Manhattan, dictaminó que Malakian y Tankian son los únicos compositores de la canción. El juez dijo que la historia de Casey Chaos era «inconsistente y no corroborada», además de cambiar su testimonio cada vez que se mostraban nuevas pruebas en su contra.

## Vida personal y muerte
En 2012, fue arrestado por supuestamente haber chocado su auto contra otros 15 que se encontraban estacionados en Studio City, California. En junio de 2019, fue detenido nuevamente por presuntamente agredir a una mujer en su casa de Los Ángeles.
El 20 de diciembre de 2024 (hora de Los Ángeles), Chaos falleció a los 59 años de edad, a raíz de un ataque al corazón. Según el medio Loudwire, Chaos padecía de complicaciones cardíacas desde hace varios años atrás.